# ランニング・ウォーカー・クーンハウンド
ランニング・ウォーカー・クーンハウンド（英：Running Walker Coonhound）は、アメリカ合衆国原産のツリーイング・ドッグ犬種のひとつである。

## 歴史
本種のもととなったのはツリーイング・ウォーカー・クーンハウンドで、これを小型化して更に俊足になるように改良したのが本種である。ツリーイング・ウォーカー・クーンハウンドにファイスト系の犬の血をくわえてサイズを落とし、ウィペットのようなサイトハウンド系の犬の血も使って俊足に仕上げたといわれている。だが、別の説では単純にツリーイング・ウォーカー・クーンハウンドの小さな個体同士を掛け合わせて徐々にサイズを落としていった結果誕生したという説もある。
主にツリーイング・ウォーカー・クーンハウンドと同じく、アライグマをツリーイングするのに使われる。パックで獲物においを追跡し、発見すると吠えながら追いかけ、木の上に追い詰める。追い詰めた後も何時間も吠え続け、獲物が逃げられないようにする。主人が到着すると、木に登って獲物を振り落としてもらうか、猟銃で撃ち落してもらい、落ちてきた獲物を犬が仕留めて狩猟は完了する。尚、足が速いので時には獲物を木の上に揚げる前にしとめてしまうということもしばしばある。
ほぼすべての犬はアメリカ国内でのみ飼育されている。現在も多くが実猟犬として使われているが、一部の犬はペットとしても飼育されている。FCIには公認登録されていないが、ユナイテッドケネルクラブにはツリーイング・ウォーカー・クーンハウンドの変種として認知されている。

## 特徴
原種であるツリーイング・ウォーカー・クーンハウンドと比べると小柄で、軽量で走るのがもっと速い。やはりクーンハウンド味を帯びたフォックスハウンドのような姿をしていて、脚が長く、筋骨隆々の体つきをしている。マズルは太く長く、胸は広い。耳は垂れ耳、尾は垂れ尾。コートはショートコートで、毛色はトライ（3色）のハウンドカラーやタン・アンド・ホワイトなど。中型犬サイズで、性格は忠実で従順、活発で明朗。原種よりも扱いやすい性格に改良されているといわれる。猟犬として繰り出されたときには勇猛果敢になるが、家庭権として飼育されている場合は緊急時を除きあまり攻撃性を見せない。しつけの飲み込みは普通であるが状況判断力に優れ、ペットとしての飼育も可能だが、猟犬であるため吠え声が大きくよく響き、運動量が非常に多いので初心者や都会での飼育は難しい。